# 폐부종

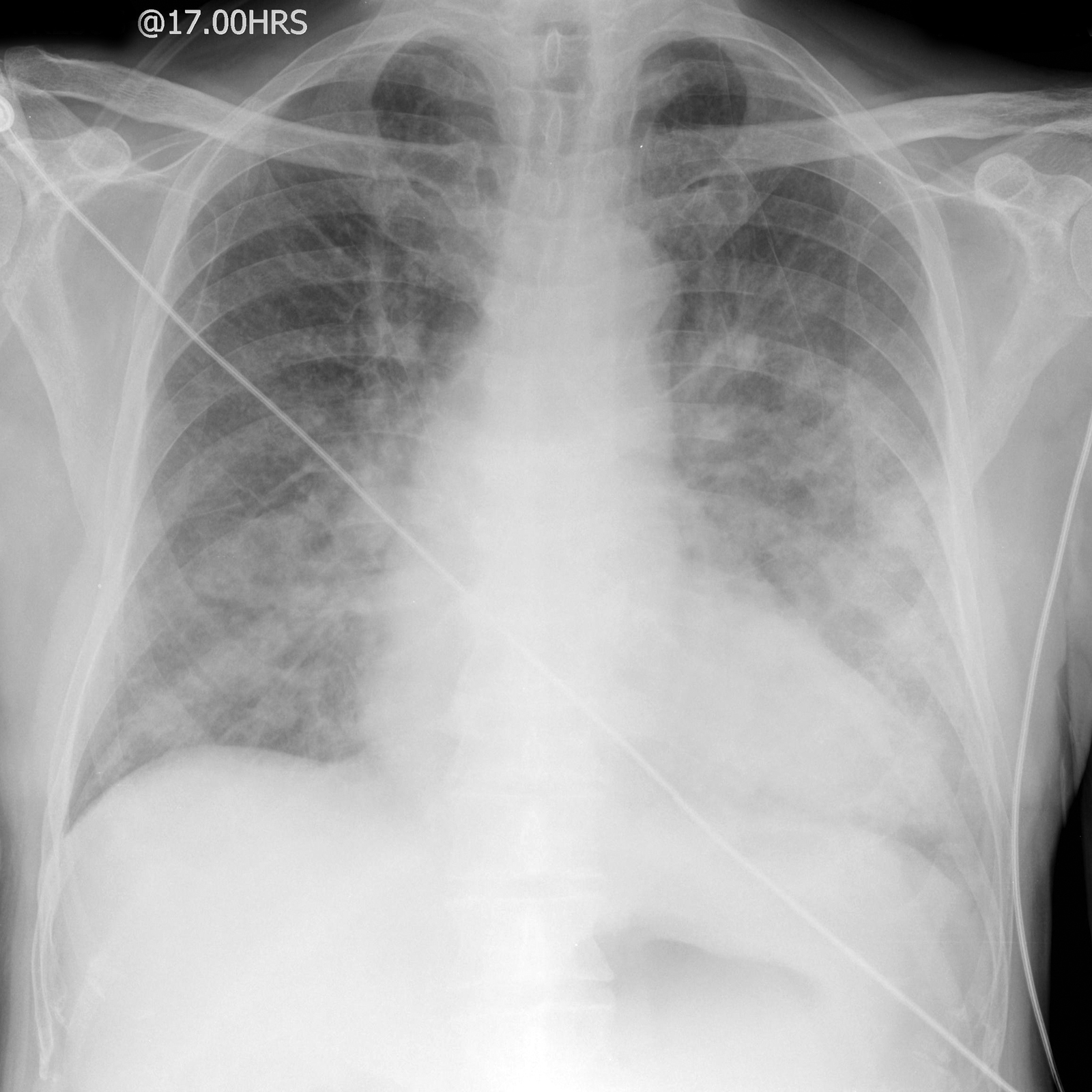
폐부종 X선 영상

폐부종(肺浮腫, pulmonary edema)은 허파의 유조직과 폐포에 액체가 축적되는 것이다. 말 그대로 폐에 물이 차는 것이다. 원인으로는 혈액의 순환장애를 일으키는 심부전, 신부전이 많다. 고산병으로 생길 수도 있다. 폐렴과 다른 것은 폐렴은 염증 반응이지만 폐부종은 염증 반응이 아니므로 항생제를 사용하지 않는다는 것이다. 산소투여와 이뇨제로 응급치료를 한다.

## 예방
고소 폐부종(고지대폐부종)의 예방을 위해서는 덱사메타손이 널리 이용된다. 폐고혈압을 위해 실데나필이 예방적 치료제로 사용된다.